# Dereköy, Germencik
Dereköy là một xã thuộc huyện Germencik, tỉnh Aydın, Thổ Nhĩ Kỳ. Dân số thời điểm năm 2010 là 64 người.